# Laura Montalvo
Pour les articles homonymes, voir Montalvo.
Laura Montalvo (née le 29 mars 1976) est une joueuse de tennis argentine, professionnelle du début des années 1990 à 2004.
Pendant sa carrière, elle a remporté neuf titres sur le circuit WTA, tous en double, la plupart avec sa compatriote Paola Suárez de 1998 à 2000. Dans cette discipline, elle a aussi été deux fois quart de finaliste en Grand Chelem.
Laura Montalvo a régulièrement représenté son pays en Fed Cup entre 1997 et 2002.
Elle a ensuite entraîné sa compatriote Jorgelina Cravero.

## Palmarès

### Titres en double dames
| No | Date       | Nom et lieu du tournoi                 | Catégorie | Dotation  | Surface      | Partenaire       | Finalistes                             | Score         |          |
| -- | ---------- | -------------------------------------- | --------- | --------- | ------------ | ---------------- | -------------------------------------- | ------------- | -------- |
| 1  | 29/04/1996 | “M” Elektronika Cup Bol                | Tier IV   | 107 500 $ | Terre (ext.) | Paola Suárez     | Alexia Dechaume Alexandra Fusai        | 6-7, 6-3, 6-4 | Parcours |
| 2  | 28/04/1997 | Croatian Ladies Open Bol               | Tier IV   | 107 500 $ | Terre (ext.) | Henrieta Nagyová | Maria Jose Gaidano Marion Maruska      | 6-3, 6-1      | Parcours |
| 3  | 27/04/1998 | Croatian Ladies Open Bol               | Tier IV   | 107 500 $ | Terre (ext.) | Paola Suárez     | Joannette Kruger Mirjana Lučić         | Forfait       | Parcours |
| 4  | 06/07/1998 | Piberstein Styria Open Maria Lankowitz | Tier IV   | 107 500 $ | Terre (ext.) | Paola Suárez     | Tina Križan Katarina Srebotnik         | 6-1, 6-2      | Parcours |
| 5  | 12/07/1999 | Prokom Polish Open Sopot               | Tier III  | 180 000 $ | Terre (ext.) | Paola Suárez     | Gala León García María Antonia Sánchez | 6-4, 6-3      | Parcours |
| 6  | 04/10/1999 | Brazil Open São Paulo                  | Tier IVa  | 142 500 $ | Terre (ext.) | Paola Suárez     | Janette Husárová Florencia Labat       | 6-7, 7-5, 7-5 | Parcours |
| 7  | 07/02/2000 | Copa Colsanitas Bogota                 | Tier IVa  | 140 000 $ | Terre (ext.) | Paola Suárez     | Rita Kuti-Kis Petra Mandula            | 6-4, 6-2      | Parcours |
| 8  | 14/02/2000 | Brasil Ladies Open São Paulo           | Tier IVa  | 140 000 $ | Terre (ext.) | Paola Suárez     | Janette Husárová Florencia Labat       | 5-7, 6-4, 6-3 | Parcours |
| 9  | 10/07/2000 | Uniqa Grand Prix Klagenfurt            | Tier III  | 170 000 $ | Terre (ext.) | Paola Suárez     | Barbara Schett Patty Schnyder          | 7-65, 6-1     | Parcours |

### Finales en double dames
| No | Date       | Nom et lieu du tournoi           | Catégorie | Dotation  | Surface      | Vainqueures                         | Partenaire             | Score         |          |
| -- | ---------- | -------------------------------- | --------- | --------- | ------------ | ----------------------------------- | ---------------------- | ------------- | -------- |
| 1  | 20/04/1998 | Lotto Open Budapest              | Tier IV   | 107 500 $ | Terre (ext.) | Virginia Ruano Pascual Paola Suárez | Cătălina Cristea       | 4-6, 6-1, 6-1 | Parcours |
| 2  | 15/02/1999 | Copa Colsanitas Bogota           | Tier IVa  | 142 500 $ | Terre (ext.) | Seda Noorlander Christína Papadáki  | Paola Suárez           | 6-4, 7-6      | Parcours |
| 3  | 19/04/1999 | Westel 900 Open Budapest         | Tier IVa  | 142 500 $ | Terre (ext.) | Evgenia Kulikovskaya Sandra Nacuk   | Virginia Ruano Pascual | 6-3, 6-4      | Parcours |
| 4  | 05/07/1999 | Egger Tennis Festival Pörtschach | Tier IVb  | 112 500 $ | Terre (ext.) | Silvia Farina Karina Habšudová      | Olga Lugina            | 6-4, 6-4      | Parcours |
| 5  | 19/02/2001 | Copa Colsanitas Bogota           | Tier III  | 170 000 $ | Terre (ext.) | Tathiana Garbin Janette Husárová    | Paola Suárez           | 6-4, 2-6, 6-4 | Parcours |

## Parcours en Grand Chelem

### En simple
N'a jamais participé à un tableau final.

### En double dames
| Année | Open d'Australie | Open d'Australie | Internationaux de France      | Internationaux de France   | Wimbledon                     | Wimbledon                  | US Open                       | US Open                   |
| ----- | ---------------- | ---------------- | ----------------------------- | -------------------------- | ----------------------------- | -------------------------- | ----------------------------- | ------------------------- |
| 1996  | -                | -                | 1er tour (1/32) Paola Suárez  | Rita Grande Likhovtseva    | 1er tour (1/32) Paola Suárez  | Nana Miyagi S. Reece       | 2e tour (1/16) B. Rittner     | Rita Grande E. Makarova   |
| 1997  | -                | -                | 1er tour (1/32) Paola Suárez  | Els Callens G. Helgeson    | 1er tour (1/32) H. Nagyová    | L. Neiland Helena Suková   | 2e tour (1/16) L. Pleming     | A. Ellwood K. Radford     |
| 1998  | -                | -                | 2e tour (1/16) C. Cristea     | M. de Swardt Debbie Graham | 1/4 de finale Silvia Farina   | M. de Swardt Debbie Graham | 1er tour (1/32) Silvia Farina | R. Dragomir Iva Majoli    |
| 1999  | -                | -                | 1er tour (1/32) Debbie Graham | Silvia Farina K. Habšudová | 1er tour (1/32) Wang Shi-Ting | W. Probst C. Singer        | 1er tour (1/32) Olga Lugina   | C. Martínez P. Tarabini   |
| 2000  | -                | -                | 1/4 de finale Liezel Huber    | V. Ruano Paola Suárez      | 2e tour (1/16) Liezel Huber   | A. Mauresmo A. Sánchez     | 2e tour (1/16) Liezel Huber   | Kim Clijsters L. Courtois |
| 2001  | -                | -                | 2e tour (1/16) Liezel Huber   | Kim Clijsters L. Courtois  | 1er tour (1/32) Liezel Huber  | Amy Frazier K. Schlukebir  | 2e tour (1/16) Liezel Huber   | Kimberly Po N. Tauziat    |
| 2002  | -                | -                | 2e tour (1/16) E. Tatarkova   | Dája Bedáňová Elena Bovina | 3e tour (1/8) E. Tatarkova    | S. Williams V. Williams    | 1er tour (1/32) E. Tatarkova  | Teryn Ashley Sarah Taylor |
| 2004  | -                | -                | 1er tour (1/32) R. Dragomir   | J. Russell M. Santangelo   | -                             | -                          | -                             | -                         |

Sous le résultat, la partenaire ; à droite, l’ultime équipe adverse.

### En double mixte
| Année | Open d'Australie | Open d'Australie | Internationaux de France      | Internationaux de France    | Wimbledon                     | Wimbledon                | US Open                       | US Open                 |
| ----- | ---------------- | ---------------- | ----------------------------- | --------------------------- | ----------------------------- | ------------------------ | ----------------------------- | ----------------------- |
| 1996  | -                | -                | -                             | -                           | 1er tour (1/32) Jeff Belloli  | Nana Miyagi Kent Kinnear | -                             | -                       |
| 1997  | -                | -                | 2e tour (1/16) Lucas Arnold   | Debbie Graham E. Ferreira   | -                             | -                        | -                             | -                       |
| 1998  | -                | -                | 2e tour (1/16) Mariano Hood   | K. Boogert D. Johnson       | -                             | -                        | -                             | -                       |
| 1999  | -                | -                | 1er tour (1/32) Diego del Río | D. Monami Tom Vanhoudt      | 1er tour (1/32) Devin Bowen   | Cara Black Wayne Black   | -                             | -                       |
| 2000  | -                | -                | 1er tour (1/32) Lucas Arnold  | Els Callens Chris Haggard   | 1er tour (1/32) Martín García | B. Schett N. Lapentti    | 1er tour (1/16) Martín García | Cara Black Mark Knowles |
| 2001  | -                | -                | 1er tour (1/16) Martín García | Rennae Stubbs T. Woodbridge | 2e tour (1/16) Martín García  | Ai Sugiyama E. Ferreira  | -                             | -                       |
| 2002  | -                | -                | -                             | -                           | 1er tour (1/32) Luis Lobo     | Kimberly Po D. Johnson   | -                             | -                       |

Sous le résultat, le partenaire ; à droite, l’ultime équipe adverse.

## Parcours aux Jeux olympiques

### En double dames
| # | Date       | Nom de l'olympiade   | Surface    | Résultat      | Partenaire   | Ultimes adversaires                 | Score    |          |
| - | ---------- | -------------------- | ---------- | ------------- | ------------ | ----------------------------------- | -------- | -------- |
| 1 | 19/09/2000 | Olympic Games Sydney | Dur (ext.) | 2e tour (1/8) | Paola Suárez | Milagros Sequera María Vento-Kabchi | 6-4, 6-1 | Parcours |

## Parcours en Fed Cup
| #                                                                            | Date       | Lieu      | Surface         | Gagnante(s)                         | Perdante(s)                         | Score           |          |
|                                                                              |            |           |                 |                                     |                                     |                 |          |
| 1997 - 1/4 de finale (groupe mondial II) - Corée du Sud - Argentine - 1 : 4  |            |           |                 |                                     |                                     |                 |          |
| 1                                                                            | 01/03/1997 | Séoul     | Dur (ext.)      | Laura Montalvo Mercedes Paz         | Kim Eun-ha Park Sung-hee            | 6-73, 6-4, 7-62 | Parcours |
|                                                                              |            |           |                 |                                     |                                     |                 |          |
| 1997 - Barrage (groupe mondial I) - Suisse - Argentine - 5 : 0               |            |           |                 |                                     |                                     |                 |          |
| 2                                                                            | 12/07/1997 | Zurich    | Moquette (int.) | Emmanuelle Gagliardi Martina Hingis | Laura Montalvo Mercedes Paz         | 6-3, 6-4        | Parcours |
|                                                                              |            |           |                 |                                     |                                     |                 |          |
| 1998 - Barrage (groupe mondial II) - Australie - Argentine - 5 : 0           |            |           |                 |                                     |                                     |                 |          |
| 3                                                                            | 25/07/1998 | ACT       | Moquette (int.) | Jelena Dokić                        | Laura Montalvo                      | 6-3, 6-2        | Parcours |
| 3                                                                            | 25/07/1998 | ACT       | Moquette (int.) | Kerry-Anne Guse Rachel McQuillan    | Erica Krauth Laura Montalvo         | 6-4, 6-3        | Parcours |
|                                                                              |            |           |                 |                                     |                                     |                 |          |
| 1999 - Barrage (groupe mondial II) - Argentine - Australie - 0 : 3           |            |           |                 |                                     |                                     |                 |          |
| 4                                                                            | 21/07/1999 | Amsterdam | Dur (ext.)      | Catherine Barclay Nicole Pratt      | Laura Montalvo Paola Suárez         | 6-4, 6-4        | Parcours |
|                                                                              |            |           |                 |                                     |                                     |                 |          |
| 1999 - Barrage (groupe mondial II) - Argentine - Roumanie - 2 : 1            |            |           |                 |                                     |                                     |                 |          |
| 5                                                                            | 22/07/1999 | Amsterdam | Dur (ext.)      | Laura Montalvo Paola Suárez         | Cătălina Cristea Ruxandra Dragomir  | 6-4, 7-5        | Parcours |
|                                                                              |            |           |                 |                                     |                                     |                 |          |
| 1999 - Barrage (groupe mondial II) - Argentine - Taïwan - 3 : 0              |            |           |                 |                                     |                                     |                 |          |
| 6                                                                            | 23/07/1999 | Amsterdam | Dur (ext.)      | Laura Montalvo Paola Suárez         | Hsu Hsueh-Li Wang Shi-Ting          | 6-2, 6-2        | Parcours |
|                                                                              |            |           |                 |                                     |                                     |                 |          |
| 2001 - 1er tour (groupe mondial) - Japon - Argentine - 1 : 4                 |            |           |                 |                                     |                                     |                 |          |
| 7                                                                            | 28/04/2001 | Tokyo     | Dur (int.)      | Laura Montalvo María Emilia Salerni | Rika Hiraki Yuka Yoshida            | 6-4, 6-4        | Parcours |
|                                                                              |            |           |                 |                                     |                                     |                 |          |
| 2001 - 1/4 de finale (groupe mondial) - Allemagne - Argentine - 1 : 4        |            |           |                 |                                     |                                     |                 |          |
| 8                                                                            | 21/07/2001 | Hambourg  | Terre (ext.)    | Clarisa Fernández Laura Montalvo    | Andrea Glass Bianka Lamade          | 6-4, 5-7, 6-2   | Parcours |
|                                                                              |            |           |                 |                                     |                                     |                 |          |
| 2001 - Round robin (groupe mondial) - Russie - Argentine - 3 : 0             |            |           |                 |                                     |                                     |                 |          |
| 9                                                                            | 08/11/2001 | Madrid    | Terre (int.)    | Elena Bovina Elena Likhovtseva      | Laura Montalvo María Emilia Salerni | 7-66, 6-75, 6-4 | Parcours |
|                                                                              |            |           |                 |                                     |                                     |                 |          |
| 2001 - Round robin (groupe mondial) - République tchèque - Argentine - 1 : 2 |            |           |                 |                                     |                                     |                 |          |
| 10                                                                           | 09/11/2001 | Madrid    | Terre (int.)    | Denisa Chládková Květa Hrdličková   | Laura Montalvo María Emilia Salerni | 3-6, 6-4, 6-2   | Parcours |
|                                                                              |            |           |                 |                                     |                                     |                 |          |
| 2001 - Round robin (groupe mondial) - France - Argentine - 2 : 1             |            |           |                 |                                     |                                     |                 |          |
| 11                                                                           | 10/11/2001 | Madrid    | Terre (int.)    | Virginie Razzano Nathalie Tauziat   | Laura Montalvo María Emilia Salerni | 6-1, 6-73, 6-3  | Parcours |
|                                                                              |            |           |                 |                                     |                                     |                 |          |
| 2002 - Barrage (groupe mondial I) - Hongrie - Argentine - 0 : 5              |            |           |                 |                                     |                                     |                 |          |
| 12                                                                           | 20/07/2002 | Budapest  | Terre (ext.)    | Mariana Díaz-Oliva Laura Montalvo   | Anikó Kapros Kyra Nagy              | 3-6, 6-4, 6-0   | Parcours |

## Classements WTA en fin de saison

### En simple
| Année | 1991 | 1992 | 1993 | 1994 | 1995 | 1996 | 1997 | 1998 | 1999 |
| Rang  | 764  | 839  | 241  | 267  | 295  | 278  | 245  | 555  | 406  |

Source : (en) « Classements de Laura Montalvo », sur le site officiel du WTA Tour

### En double
| Année | 1992 | 1993 | 1994 | 1995 | 1996 | 1997 | 1998 | 1999 | 2001 | 2002 |
| Rang  | 490  | 245  | 195  | 148  | 58   | 80   | 45   | 47   | 43   | 63   |

Source : (en) « Classements de Laura Montalvo », sur le site officiel du WTA Tour